# René Küss

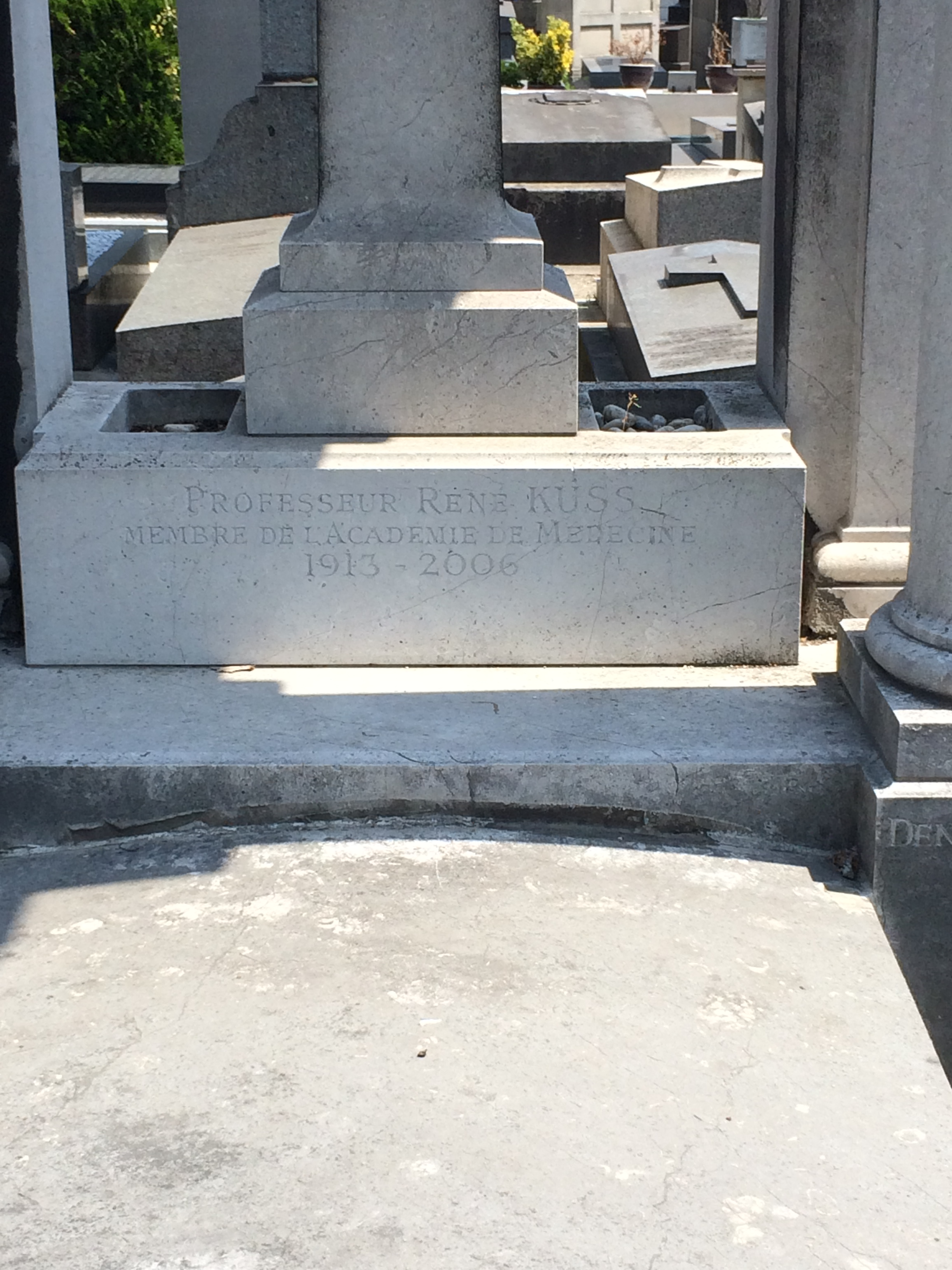
Sépulture de René Küss au cimetière de Passy (div. 12) à Paris.

René Küss, né le 3 mai 1913 à Paris et mort dans la même ville le 20 juin 2006, est un chirurgien et professeur français, pionnier de la transplantation rénale et grand maître de l'urologie.
Membre de l'Académie de médecine, il a reçu en 2002, le prix Medawar, la plus haute distinction scientifique dans le domaine de la transplantation.

## Biographie
Né à Paris en 1913, René Küss est élevé dans l'hôtel particulier de la rue du Général Clergerie, appartenant à ses parents, où il côtoya ministres, professeurs, médecins, artistes et écrivains, tels que Georges Duhamel, Pasteur Vallery Radot, Henri Mondor, André Siegfried.
Sa famille comprend une longue lignée de médecins, parmi eux : Emile Küss (1815-1871) qui découvrit avec Ludwig la fonction de réabsorption du tube urinifère, Georges Küss (1867-1936) éminent phtisiologue et premier président des sanatoriums en France, et son père Georges Küss (1877-1966) chirurgien à la Pitié, connu pour ses prostatectomie par voie hypogastrique et président de l'Académie de chirurgie en 1949. Ce dernier lui fit découvrir la salle d'opération dès l'âge de dix ans et lui infléchira la passion de la médecine, "René tu seras chirurgien".
Il commence son éducation à l'École alsacienne, puis au lycée Janson-de-Sailly avant de commencer ses études de médecine en 1931. L'année suivante, il découvre l'hôpital et ses malades, dans le service de phtisiologie de Sergent, où il sera des témoins des ravages de la tuberculose. Il est ensuite nommé Externe des Hôpitaux en 1933, et après avoir assisté à quelques cours de Bernard Fey, qui deviendra plus tard son Maître, il se dirige vers l'urologie. En 1937, il est interne des Hôpitaux de Paris et fait 6 mois de remplacement en gynécologie-obstétrique à l'hôpital Lariboisière, chez Devraigne, avant de partir au service militaire à l'automne 1938. Il obtient son affectation à la Marine et commence la chirurgie à l'Hôpital militaire de Brest.
Au début de la guerre, il est envoyé à Toulon pour exercer en tant que médecin major d'artillerie de la côte et de la DCA, et demande à être embarqué sur le Mogador. Il rencontre pendant cette période Charles Trenet. Puis en juin 1940, René Küss ne pouvant se satisfaire de rester à l'infirmerie, demande un poste de canonnier à l'avant du Mogador, geste qui lui sauvera la vie puisqu'un obus détruira peu après tout l'arrière du navire. Il soignera de nombreux marins  blessés du navire ainsi que ceux du Dunkerque. Sa conduite lui vaudra la Croix de guerre avec Palme et une proposition de la Légion d'honneur.
Été 1940, il est démobilisé et rentre à Paris pour finir son internat chez Bernard Fey puis chez Mondor, Qenu, Brocq, Gosset et Leveuf, et enfin chez Gaudart d'Allaines après avoir été Lauréat du concours de la Médaille d'Or. Il y apprend la chirurgie générale.
Il participe ensuite à la libération de Paris, plus particulièrement à la prise de l'Ecole Militaire. En août 1944, il opère jour et nuit les blessés à Cochin, avant de s'engager en tant que médecin capitaine, chef d'équipe chirurgicale dans la 7e armée américaine du Général Patton. Il participa ainsi à la libération de la Lorraine et de l'Alsace.
Après la guerre, il retourne à Cochin, toujours chez son maître Bernard Fey, où il fera toute sa carrière hospitalo-universitaire. Il obtient le statut de Professeur agrégé à la faculté de médecine en 1949 et chirurgien des Hôpitaux de Paris en 1950.
En 1951, il animera avec Teinturier et Milliez l’une des 3 équipes françaises qui réaliseront les premières homogreffes rénales chez l’homme. Il en présentera 5 cas à l’Académie de chirurgie cette même année.
En 1953, il prendra en charge une nouvelle unité d'urologie à l'hôpital Foch de Suresnes où il organisera un service d'urologie avec Maurice Camey et un centre de transplantation rénale avec Marcel Legrain. Il prendra ensuite la direction du service d'urologie de l'hôpital Saint-Louis, avec comme collaborateurs André Siboulet, François Mathieu et Jean Marie Brisset.
En 1958, il se marie avec Josette Benéteau avec qui il aura trois filles et un fils.
En 1972, il reçoit le titre de Professeur de clinique urologique et prend la direction du nouveau service d'urologie du CHU Pitié-Salpétrière. La même année, il est l’un des membres fondateurs de la Société française de transplantation, la première en Europe.
En 1975, il fonde Les Séminaires d’Uro-Néphrologie de la Pitié-Salpêtrière avec Marcel Legrain, Claude Jacobs et Christian Chatelain, avec une innovation importante : l’unification uro-néphrologique dont le succès en sera considérable.
Il devient membre de l'Académie nationale de médecine en 1979, avant d'en être  nommé président pour l'année 1987. Il sera également élu docteur honoris causa de plusieurs universités étrangères, dont Moscou, Pékin et Athènes.
René Küss pratiqua aussi de nombreux sports et le rallye automobile. Il participa en 1954 avec André Siboulet au rallye Monte-Carlo sur Simca,.

## Collection d'Art
Grand amateur d'art, particulièrement de peinture impressionniste et postimpressionniste, le professeur Küss est par ailleurs connu pour son importante collection de tableaux. Parmi les signatures réunies dans cet ensemble : Boudin, Jongkind, Toulouse-Lautrec, Forain, Vuillard, Sisley, Gauguin, Renoir, Rouault, Valtat, Ricci, Pittoni, Pancini, Jeaurat, Watteau, Tiepolo, Van Loo, Guardi ou encore Bonnard. Il fit partie pendant plus de 20 ans de la Société des artistes honfleurais et organisa en 1992 l'exposition des œuvres d'Eugène Boudin. Après sa mort, cette collection fait l'objet d'une vente aux enchères par les soins de la maison Christie's le 1er décembre 2006 pour plus de 4 millions d'euros,

## Prix et récompenses
- Croix de guerre 1939–1945 avec palme.
- Commandeur de la Légion d'honneur (1992).
- Grand officier de l'ordre national du Mérite (2001).
- Prix Medawar en 2002.
- Prix Willy Gregoir de la Société européenne d'urologie en 2002.
- Première médaille Félix Guyon de la Société internationale d'urologie en 2005.